# 哈瑟爾山
86°28′S 164°28′W / 86.467°S 164.467°W
哈瑟爾山是南極洲的山峰，位於阿蒙森海岸，屬於毛德王后山脈的一部分，海拔高度2,390米，1911年11月由挪威探險家羅爾德·阿蒙森率領的探險隊發現。